# ペール・ギュント
『ペール・ギュント』（Peer Gynt）は、ヘンリック・イプセンが1867年に作った戯曲（劇詩）。韻文で書かれた。自由奔放なペール・ギュントが旅に出て年老いて帰ってくるまでの物語。全5幕。
元々は舞台上演を意図して書かれた作品ではなかったが、1876年2月24日、クリスチャニア（現オスロ）の国民劇場で初演された。その際、イプセンの依頼でエドヴァルド・グリーグが劇音楽を作曲している。後にグリーグはこの音楽の中から4曲ずつを選び、2つの組曲に改作した（詳細はペール・ギュント (グリーグ) を参照）。
劇音楽は後に同じくノルウェーの作曲家ハラール・セーヴェルーも作曲している（同様に2つの組曲が編まれた）。また、ドイツの作曲家ヴェルナー・エックがこの戯曲をオペラ化、アルフレート・シュニトケがバレエ音楽を作曲している。

## 登場人物
- ペール
- オーセ - ペールの母
- ソルヴェイ
- イングリ
- イングリの花婿
- 緑衣の女
- ドヴレ王 - トロルの王
- 一座（フランス人バロン、イギリス人コットン、ドイツ人エーベルコップ、スウェーデン人トルムペーターストローレ）
- アニトラ
- やせた男 - 牧師の服を着ているが片足が蹄。
- ボタン職人

## あらすじ
落ちぶれた豪農の息子で、母オーセと共に暮らしている夢見がちな男ペール・ギュントは、かつての恋人イングリを結婚式から奪取して逃亡する。しかしイングリに飽きたら彼女を捨て、たまたま出会った緑衣の女（トロルの娘）と婚礼寸前まで行くが逃げ出す。密かに帰宅したがその場で病床のオーセは息を引き取る。再び逃亡したペールを追ってきた純情な女ソルヴェイと恋に落ちるが、そこへ緑衣の女が奇怪な小児を連れて現れたので、ペールはソルヴェイを待たせたまま放浪の旅に出る。山師のようなことをやって金を儲けては無一文になったり、精神病院で皇帝になったり遍歴した後に老い、身一つで帰郷する。死を意識しながら故郷を散策していると、ボタン職人と出会うが、彼は天国に行くような大の善人でもなく地獄に行くほどの大悪党でもない「中庸」の人間をボタンに溶かし込む役割の職人だった。「末路がボタン」というのだけは御免だと、ペール・ギュントは善悪を問わず自分が中庸ではなかったことを証明しようと駆けずり回るが、トロルの王も「やせた男」もそれを証明してくれなかった。彼は最後の証人として会ったソルヴェイに子守唄を歌ってもらいながら永眠する。

## 日本語訳
- 原千代海訳「ペール・ギュント」 - 『イプセン戯曲全集 第2巻』に収録（未來社、1989年）
- 毛利三彌訳『ペール・ギュント』論創社 2006年

## 日本における上演
- 1928年（昭和3年） - イプセン生誕100周年を祝うイベントが世界各地で盛り上がりを見せる中で、築地小劇場が日本初の上演を企画。新響（NHK交響楽団の前身）や岩村舞踏団など外部の協力も得て、同年3月25日から30日まで帝国劇場で上演[1]。